# 佳木林场
佳木林场，是中华人民共和国新疆维吾尔自治区阿克苏地区温宿县下辖的一个类似乡级单位。

## 行政区划
佳木林场下辖以下地区：
第一村和第二村。